# Mormopterus
Mormopterus és un gènere de ratpenats de la família dels molòssids que es troba a Àfrica, Austràlia, Moluques, Nova Guinea, Sumatra, Madagascar i Amèrica.

## Taxonomia
Subgènere Mormopterus
- Ratpenat cuallarg de Natal (Mormopterus acetabulosus)
- Ratpenat cuallarg de Sumatra (Mormopterus doriae)
- Ratpenat cuallarg de François Moutou (Mormopterus francoismoutoui)
- Ratpenat cuallarg de Peters (Mormopterus jugularis)

Incertae sedis
- M. barrancae †
- M. colombiensis †
- M. faustoi †
- M. helveticus †
- Ratpenat cuallarg de Kalinowski (Mormopterus kalinowskii)
- Ratpenat cuallarg cubà (Mormopterus minutus)
- M. nonhengensis †
- Ratpenat cuallarg peruà (Mormopterus phrudus)
- M. stehlini †